# 東大を出たけれど 麻雀に憑かれた男
『東大を出たけれど 麻雀に憑かれた男』（とうだいをでたけれど マージャンにつかれたおとこ）は、原作：須田良規、漫画：井田ヒロトによる日本の漫画作品。また、同作を原作とした映画、エッセイ。2006年から連載開始し、2010年連載終了し、『近代麻雀』、『近代麻雀オリジナル』（共に竹書房）に連載されたが、2019年から続編である『東大を出たけれど overtime』として『近代麻雀』で連載を再開した。単行本は全3巻。

## 概要
原作者本人の人生経験の事実をもとに構成されており、雀荘店員としての仕事や友人、客などとの触れ合いの日常を描いていく物語である。
2010年10月26日付の原作者のブログにてコンビニ廉価版「麻雀メンバー戦記」の発売が報告され、12月10日に発売された。同時にVシネマ版の発売が決定され、2011年1月27日に発売された。後に2013年11月21日にエッセイ本として竹書房から発売された。
2019年8月、「近代麻雀」9月号から「東大を出たけれど」の続編である「東大を出たけれど overtime」の連載を開始した。

## あらすじ
最終学歴・東大卒。職業・雀荘店員。これは、とある雀荘店員の日常を描いた物語である。

## 登場人物
須田 良規（すだ よしき）
本作の主人公兼狂言回し。1年の留年を経て東大を卒業後、会社勤めをしていたが、3か月で辞めて学生時代に勤めていた雀荘に店員として舞い戻り現在に至る。雀力も相当なものだが、幼少の頃から祖父が打っていた麻雀に影響を受けたことがきっかけで麻雀を打ち始めたが、祖父から「ご祝儀」と称した小遣いの500円玉をよく貰っており、志半ばで逝去してしまったため、彼に恩返しができなかったことが心残りであったが、仕事で戻れないと言っていたのを取り消して里帰りを決め、彼の墓前に500円玉を供養する形で恩返しを果たした。
立場上、様々な客と交流しているため、コミュニケーション能力も高い。ある時、大学時代の女性と再会し、恋愛に発展するも、雀荘店員としての仕事のスケジュールの関係上からなかなか会えず、別の男性に心変わりされたことで自然解消の形で失恋する。同僚の中林と行動する描写が多く、彼の面倒見も良い。大学時代の先輩である奥村とも再会し、彼女の会社の上司に付き合わされている麻雀を通して交流関係を戻す。モデルは原作者の須田良規本人。
良規の祖父
名前不明。故人。良規に麻雀を教えた人物。
瀬川（せがわ）
良規の友人。眼鏡をかけている。頭の回転が速く、すぐに点数申告できる。
奥村 恵（おくむら めぐみ）
良規の大学時代の先輩。
金（キム）
雀荘の近所で焼肉店を経営している韓国人。顔に傷跡がある。
中林（なかばやし）
雀荘メンバー。良規の同僚。
福山（ふくやま）
東大卒の麻雀ライター。モデルは福地誠。

## 書籍
単行本
1. ISBN 978-4-8124-6749-7
2. ISBN 978-4-8124-6886-9
3. ISBN 978-4-8124-7095-4

- コンビニコミック
  1. 麻雀メンバー戦記 ISBN 978-4-8124-7343-6
- エッセイ 『東大を出たけれど 麻雀に憑かれた男』
  1. 2013年11月21日発売、2013年11月28日初版発行 ISBN 978-4-8124-9743-2

## 映画
『東大を出たけれど 麻雀に憑かれた男』（とうだいをでたけれど マージャンにつかれたおとこ）は、2011年1月27日発売のVシネマ作品。須田良規による同名漫画の映画化。監督は小沼雄一。主演は劇団東京乾電池の岡部尚。

### キャスト
- 須田良規 - 岡部尚
- 奥村恵 - 折原みか
- 八波泰介 - 工藤和馬
- 瀬川透 - 島守杏介
- 山ちゃん - 宮川一朗太

### スタッフ
- 監督 - 小沼雄一
- プロデューサー - 川上泰弘
- 制作プロデューサー - 小田泰之
- 原作 - 須田良規『東大を出たけれど　麻雀に憑かれた男』（竹書房刊）
- 脚本 - 石川美香穂、小沼雄一
- 撮影 - 今井裕二
- 編集 - 小沼雄一
- 音楽 - 宇波拓
- 助監督 - 山口雄也
- 闘牌協力 - 張敏賢
- 闘牌指導 - 中野慎也、塚本泰隆